# Augusto Helano Cardoso
Augusto Helano Cardoso (Coreaú, 7 de novembro de 1899 — Coreaú, 16 de setembro de 1962) foi um político e comerciante brasileiro.

## Vida pessoal
Augusto Helano Cardoso era filho de Antônio Bernardo Cardoso (conhecido como ABC) e Mariana Francisca de Menezes. Nasceu e cresceu no Distrito de Araquém (à 18 quilômetros da sede municipal).
Conhecido como um dos primeiros comerciantes do distrito, residiu toda sua vida em uma das primeiras casas da rua que hoje se chama Travessa II.
Casou-se duas vezes, primeiro com Emília Menezes de Lima (falecida em um acidente de carro), com quem teve quatro filhos, e com Rita Cardoso de Albuquerque (17/12/1918 - 6/03/2012) com que teve 17 filhos.
Foi um dos grandes proprietários de terras na região; possuiu terras onde onde hoje se encontra o Sítio Torquato, no Sitio Pedra Branca e no Serrote Pajeú.

## Política

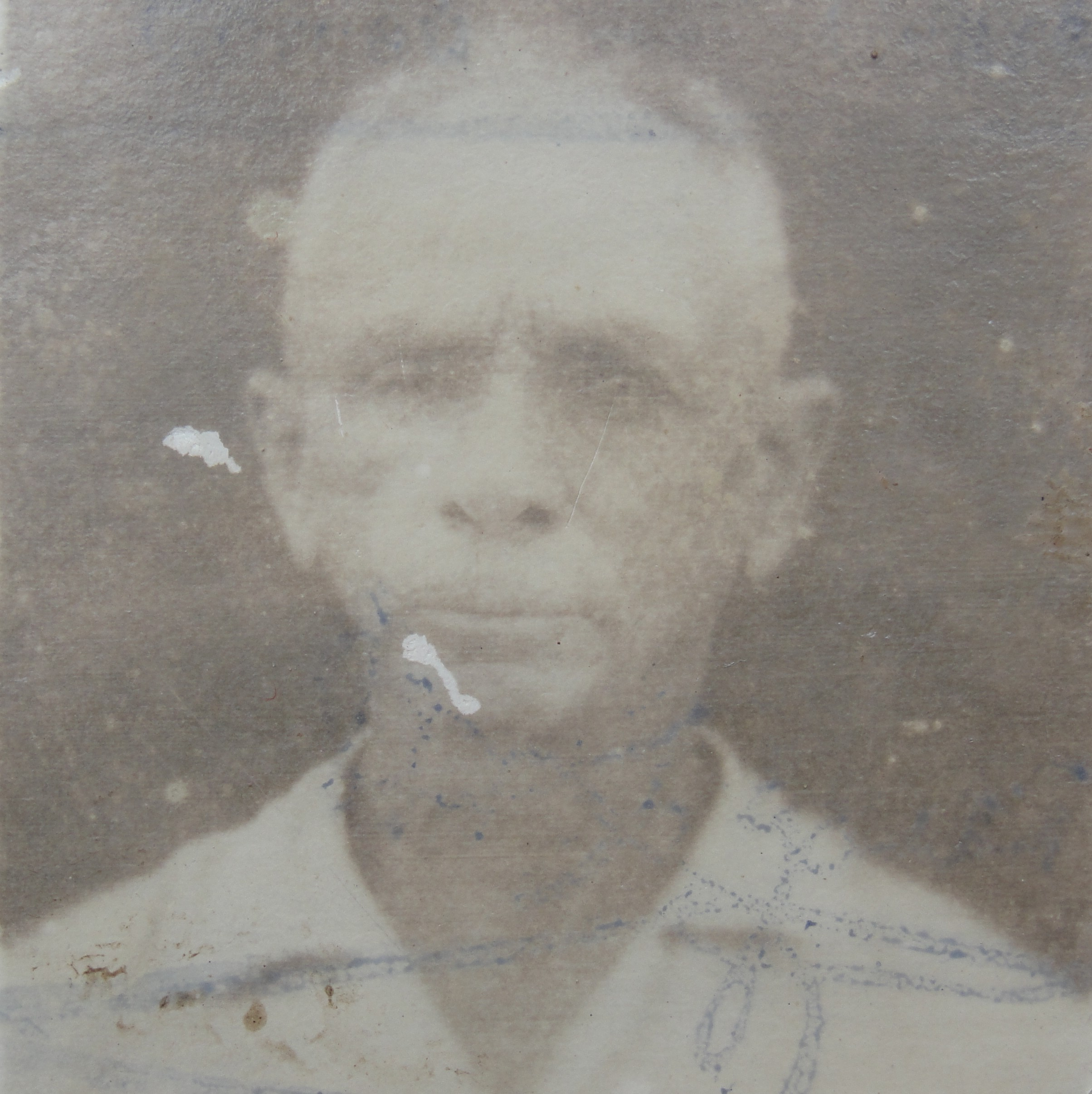
Fotografia datada de Julho de 1957.

Eleito  vereador de Coreaú em 3 de Outubro de 1958 pelo Partido Social Progressista (PSP), partido dissolvido pelo Ato Institucional Número Dois (AI-2), de 27 de outubro de 1965,) obteve 161 votos (5,71% do eleitorado total do município na época e 6,32% do eleitorado que compareceu a eleição). Seu mandato que seria de 1959 à 1963 foi interrompido com o seu falecimento em 1962. Na eleição de 1958 a nível estadual, foi eleito como governador do Ceará José Parsifal Barroso.

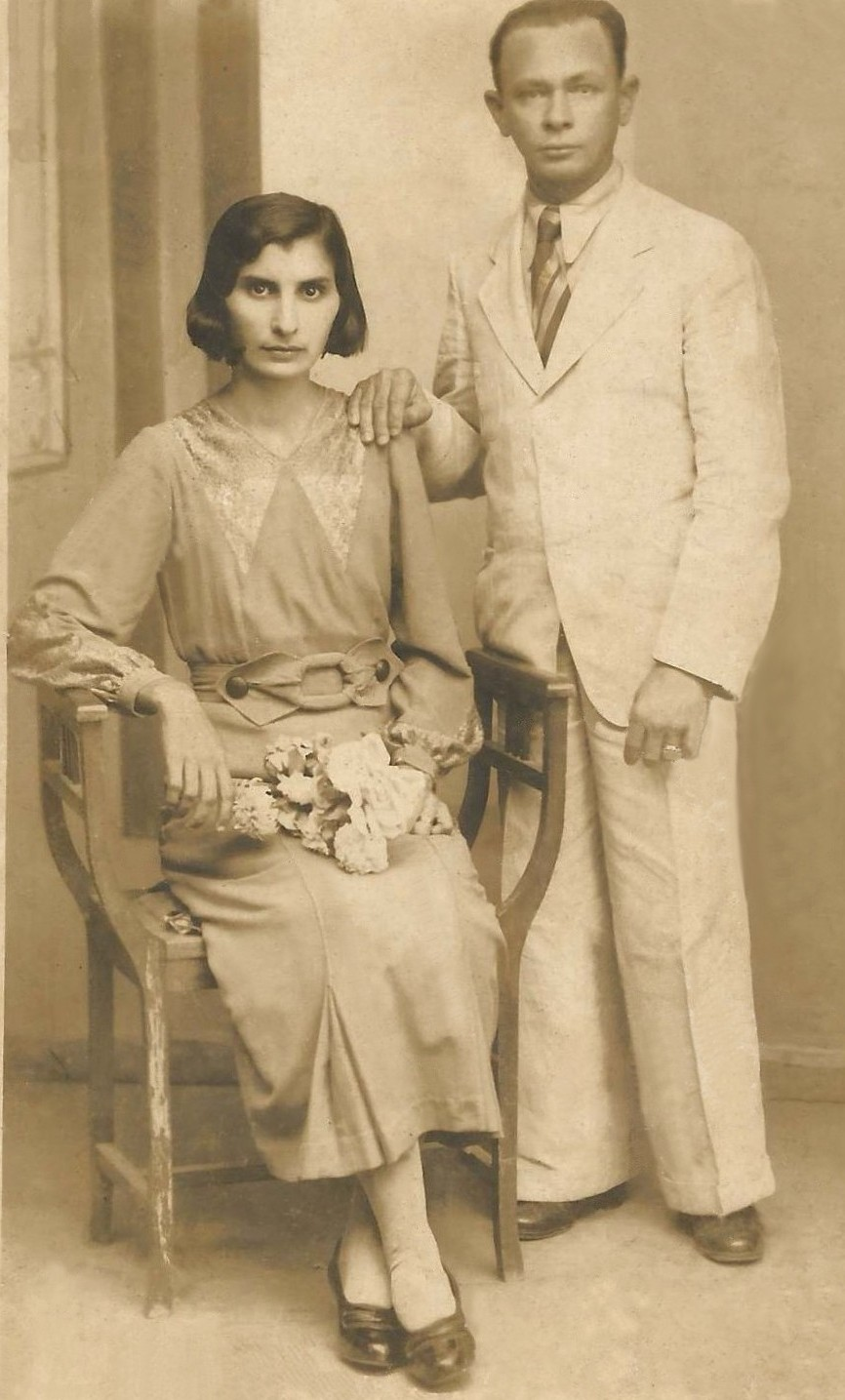
Augusto Helano Cardoso e sua 1ª esposa Emília Menezes de Lima

### Eleitos em 1958 em Coreaú
| Cargo         | Partido | Candidatos                      | Votos |
| ------------- | ------- | ------------------------------- | ----- |
| Prefeito      | PSP     | Raimundo Gomes Camilo           | 1.392 |
| Vice-Prefeito | UDN     | Moacir Napoleão Ximenes         | 1.292 |
| Vereador      | PSP     | Miguel Neri Portela             | 183   |
| Vereador      | PSP     | Francisco Vilar de Menezes      | 175   |
| Vereador      | PSP     | Augusto Helano Cardoso          | 161   |
| Vereador      | PSP     | Antônio Francisco Portela       | 152   |
| Vereador      | PSP     | Antônio Alves de Aguiar         | 118   |
| Vereador      | PTB     | Gerardo Antônio de Albuquerque  | 181   |
| Vereador      | PTB     | Vicente Frederico Carneiro      | 159   |
| Vereador      | PTB     | Manuel Carneiro de França       | 151   |
| Vereador      | PTB     | Francisco das Chagas de Queiroz | 126   |
| Vereador      | UDN     | Messias Joaquim de Carvalho     | 132   |

Fonte: Boletim Eleitoral - Nrs. 13/59 e 14/59 

## Morte
Faleceu em sua residência em Araquém, em razão de um câncer no estômago, segundo consta em sua certidão de óbito.